# László F. Csaba
László F. Csaba, teljes nevén László Bakk Ferenc Csaba (Sepsiszentgyörgy, 1941. augusztus 6. –) erdélyi magyar gépészmérnök, tájfutó, sportújságíró. Atyja László Ferenc jogász, anyja Szántó Erzsébet tisztviselő. Felesége László-Bakk Anikó.

## Életútja
A Brassai Sámuel Középiskolában érettségizett Kolozsvárt (1959), ugyanitt a Műszaki Főiskolán gépészmérnöki diplomát szerzett (1966). A kolozsvári Unirea Gépgyár tervezőmérnökeként dolgozott.
1959-1961 közt a Kolozsvári Munkás Sport Club (KMSC) sziklamászója. 1961-1966 közt a Művész SE, 1966-tól a Metalul Roșu tájfutója. 1961-1972 közt korcsoportos OB-döntős. 1972-től a kolozsvári Dermata és Voința SE edzője. Jeles sportolókat nevelt, köztük Bányai Réka, Kerekes Kinga, Cioban Júlia, Simon András.
Első írását a Tájékozódási Futás c. szaklap közölte (Budapest, 1974). Az Ifjúmunkás "Stadionunk az erdő" c. rovatának vezetője, sorozatszerűen írta meg ugyanitt a tájfutás ABC-jét és feladványversenyeit. Az Educație Fizică și Sport folyóirat munkatársa.

## Kötete
- Tájfutók könyve (Bukarest, Kriterion Könyvkiadó, 1982).